# Peleteria giacomellii
Peleteria giacomellii là một loài ruồi trong họ Tachinidae.